# Форуги, Мохаммед Али

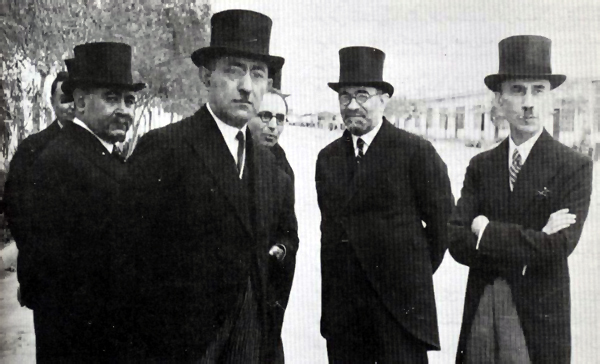
Форуги с Али Мансуром, Мостафой Голибаят, Алиакбаром Даваром и Махмудом Джамом.

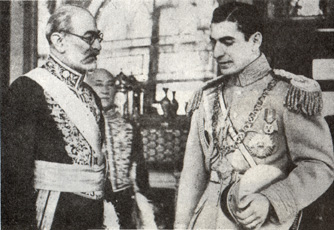
Форуги на суде Мохаммеда Реза Пехлеви.

Мохаммед Али Форуги (перс. محمدعلی فروغی ذكاءالملک‎; 1877—1942) — иранский государственный деятель, трижды занимавший должность премьер-министра, учёный.

## Биография
Родился в Тегеране в купеческой семье из Исфахана. Его предок, Мирза Абутураб представлял Исфахан в Муганской степи во время коронации Надир-шаха. Его дед, Мохаммад Мехди Арбаб Исфахани, был в числе самых влиятельных торговцев Исфахана и весьма начитан в истории и географии. Его отец Мохаммад Хосейн Форуги был шахским переводчиком с арабского и французского языков, а также поэтом и издателем газеты «Тарбият». Форуги получил образование в Дар ул-Фунуне в Тегеране.
В 1907 году умер его отец, и Форуги унаследовал титул Зока оль-Мольк (перс. ذُکاءالمُلک‎). В том же году Форуги стал деканом Колледжа Политических Наук. В 1909 г. он занялся политикой в качестве члена Меджлиса от Тегерана. Впоследствии он стал спикером палаты, затем министром в нескольких кабинетах, а также трижды премьер-министром. В 1912 году был назначен председателем иранского Верховного Суда. Во время второго премьерства был отставлен в 1935 году из-за отца его зятя, Мухаммеда Вали Азади, предполагаемого участника бунта в Мешхеде против реформ, осуществляемых Реза-шахом.
Однако позже Форуги возвратил доверие шаха. Будучи премьер-министром, содействовал провозглашению Мохаммеда Резы Пехлеви шахиншахом после того, как его отец, Реза Шах, был 16 сентября 1941 года вынужден отречься от престола и сослан союзными войсками Великобритании и Советского Союза во время Второй мировой войны. После падения кабинета он стал министром Двора, затем назначен послом в США, но умер в Тегеране в возрасте 65 лет, не успев вступить в должность.
Автор книг «История Ирана», «История философии в Европе» и др., подготовил научные издания персидских классиков (Хайяма, Саади, Хафиза). Почётный член АН СССР c 18.11.1942 г.